# Pharming (Biotechnologie)
Pharming (Wortkreuzung aus engl. pharmaceutical engineering – pharmazeutische Entwicklung und farming – Landwirtschaft), auch Molecular Pharming, Gen-Pharming oder Bio-Pharming genannt, bezeichnet in der Biotechnologie die Produktion von Arzneistoffen mit Hilfe von Gentechnisch veränderten Organismen (GVO). Mit Hilfe des Pharmings werden insbesondere rekombinante Proteine als Biopharmazeutika (Biologicals) in Pflanzen und Tieren produziert. Das Pharming stellt dabei eine in Vergleich zur konventionellen Zellkultur in Fermentern oder zur Mikroorganismenkultur möglicherweise kostengünstigere Methode der Produktion biologischer Arzneistoffe dar. Mit dem rekombinant hergestellten  Blutgerinnungshemmer Antithrombin alfa wurde 2006 das erste Pharming-Produkt aus gentechnisch veränderten Ziegen zur Therapie zugelassen.

## Geschichte
Der Feldanbau von Pflanzen zur Gewinnung von Arzneistoffen kann über mehrere Jahrtausende zurückverfolgt werden. Insbesondere in den letzten Jahrhunderten wurden zudem Tiere als Wirkstoffproduzenten, beispielsweise für Passivimpfstoffe, Insuline und konjugierte Estrogene, genutzt.
Die Möglichkeit der Produktion rekombinanter Proteine in Tieren wurde erstmals Anfang der 1980er Jahre mit der ersten transgenen Maus geschaffen. 1990 wurde die Gewinnung des ersten rekombinanten humanen Proteins aus landwirtschaftlich genutzten Pflanzen, das Humanalbumin aus Tabak- und Kartoffelpflanzen, vorgestellt. Bis zur arzneimittelrechtlichen Zulassung des ersten rekombinanten Proteins aus dem Pharming, dem Antithrombin III aus gentechnisch veränderten Ziegen, vergingen 16 weitere Jahre. Im Jahr 2012 wurde in den USA der erste in Pflanzenzellen produzierte rekombinante Arzneistoff, die Taliglucerase alfa, zugelassen.

## Technik

### Tiere
Rekombinante Proteine werden in der Regel aus leicht zugänglichen tierischen Körperflüssigkeiten, wie Blut, Milch und Urin, isoliert. Aber auch eine Isolierung aus Eiern ist möglich. Insbesondere die selektive Produktion rekombinanter Proteine in den Milchdrüsen und deren Abgabe in die Milch bietet den Vorteil einer geringeren Belastung für den Produktionsorganismus. Für die Generierung der Produktionsorganismen werden transgene Standardtechniken eingesetzt. Die dazu benötigten Protein-codierenden Gene werden in embryonale Stammzellen der Produktionstiere eingebracht und in Blastocysten in schwangere Muttertiere eingepflanzt.

### Pflanzen

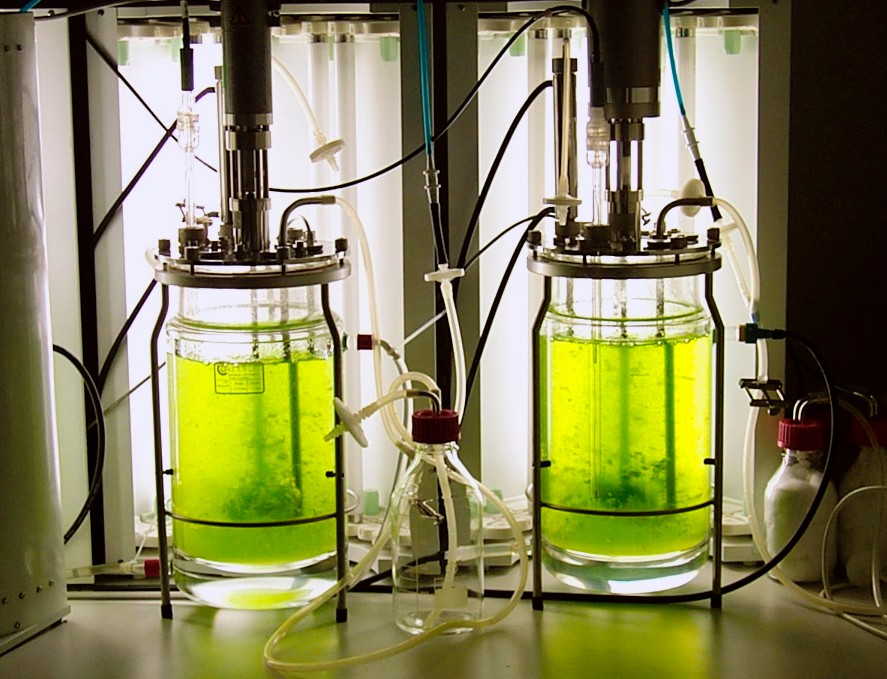
Moosbioreaktor mit Physcomitrella patens

Als Produktionsorganismen wurden insbesondere Tabak, Mais, Reis, Kartoffel, Färberdistel und Wasserlinse erprobt. Für die Praxis werden aus Sicherheitsaspekten insbesondere solche Pflanzen an Bedeutung gewinnen, die nicht für die Produktion von Lebensmitteln genutzt werden. Einige Pflanzen (Wasserlinse, das Moos Physcomitrella patens) lassen sich, ebenso wie Pflanzenzellkulturen, in geschlossenen Systemen kultivieren (Photobioreaktoren) und ermöglichen somit Herstellbedingungen nach GMP-Richtlinien. Im Optimalfall ist eine direkte Aufreinigung des Proteins aus dem Kulturmedium möglich, was den Downstream-Prozess erleichtert und die Produktionskosten senkt.
Für die Erzeugung von Pharming-Pflanzen werden Gentransfertechniken wie die Transformation mit Hilfe des Agrobacterium tumefaciens, die biolistische Transformation mit einer Genkanone und die Protoplastentransformation angewendet.

## Vor- und Nachteile

### Produkteigenschaften
Die Produktion rekombinanter Arzneistoffe in Tieren oder Pflanzen kann sich entscheidend auf die Eigenschaften des letztendlich hergestellten pharmazeutischen Produkts auswirken. Im Gegensatz zu biotechnologisch mit Hilfe von Bakterienstämmen, wie beispielsweise E. coli, hergestellten Proteinen können rekombinante Proteine aus Pflanzen und Tieren mit charakteristischen eukaryotischen posttranslationalen Proteinmodifikation, wie beispielsweise Glykosylierungen, ausgestattet werden. Das Muster der Glykosylierungen unterscheidet sich jedoch von Produktionsorganismus zu Produktionsorganismus und kann sich insbesondere bei Proteinen aus Pflanzen erheblich vom menschlichen Glykosylierungsmuster unterscheiden.
Bei Pharming-Produkten ist nicht mit einer Kontamination durch bakterielle Endotoxine zu rechnen. Diese stellen ein Problem bei der konventionellen Fermenterproduktion unter Verwendung von E. coli und müssen hierbei aufwendig abgetrennt werden. Auch das Risiko der Übertragung von Prionen als Erreger der spongiformen Enzephalopathie kann bei der Produktion rekombinanter Arzneistoffe in Pflanzen ausgeschlossen werden. Bei der Herstellung von Impfstoffen in Pflanzen wird untersucht, ob durch eine orale Verabreichung in Form eines essbaren Produkts sich eine Injektion vermeiden lässt. Jedoch wurden Probleme mit der Charakterisierung der Antigenstabilität im pflanzlichen Material, mit der Bioverfügbarkeit und mit der Reproduzierbarkeit beschrieben.

### Kosten
Pharming wird als eine kostengünstige Methode der Gewinnung rekombinanter Arzneistoffe angesehen. Mögliche Einsparungen gegenüber der konventionellen und finanziell aufwendigen Produktion in Fermentern hängen jedoch nicht nur von dem zu produzierenden Protein und dessen Produktionsmenge ab, sondern auch von möglichen zusätzlichen Kosten durch Genehmigungsverfahren und Auflagen. Bei einer möglichen Forderung des Anbaus von Pharming-Pflanzen oder einer Haltung von Pharming-Herden in einem geschlossenen System, beispielsweise in Gewächshäusern bzw. geschlossenen Ställen, wäre ein eventueller Kostenvorteil minimiert.